# Tōkai-dōri (metropolitana di Nagoya)
Tōkai-dōri (東海通駅?, Tōkai-dōri-eki) è una stazione della metropolitana di Nagoya situata nel quartiere di Minato-ku, a Nagoya, ed è servita dalla linea Meikō, la diramazione per il porto di Nagoya della linea Meijō.

## Linee
Metropolitana di Nagoya
 Linea Meikō

## Struttura
La stazione è sotterranea, e possiede due marciapiedi laterali con due binari passanti. Nel mezzanino è presente un'unica area tornelli, con quattro uscite in superficie.
| 1 | Linea Meikō | per Nagoyakō                |
| 2 | Linea Meikō | per Kanayama, Sakae e Ōzone |

## Stazioni adiacenti
| «                | Servizio    | »           |
| Linea Meikō      | Linea Meikō | Linea Meikō |
| ---------------- | ----------- | ----------- |
| Minato Kuyakusho | -           | Rokuban-chō |